# Johann Ernst Plateis von Plattenstein
Johann Ernst Plateis von Plattenstein (nach der Bischofsliste von Olmütz: Johannes XIX. Ernst Plateis von Plattenstein; tschechisch Jan Arnošt Platejs z Plattenštejna; * 1586; † 21. August 1637) war Bischof von Olmütz.

## Herkunft und Werdegang
Johann Ernst Plateis entstammte einer deutsch-böhmischen Familie des niederen Adels. Seine Eltern waren Johann Plateis und Dorothea, geb. von Ottersdorf. 1585 wurden sie mit dem Beinamen von Plattenstein auf Gußmannsdorf geadelt und 1605 in den Ritterstand aufgenommen. Der Vater war Schreiber beim Oberstkanzler Vratislav von Pernstein und später Hofkammersekretär. Die Familie bewohnte ein Palais in der Prager Altstadt (das sog. Platteis, auch Plateis, Plateys, tschechisch Platyz), in dem der Vater als kaiserlicher Parteigänger während der Böhmischen Unruhen im Hausarrest verstarb.
Johann Ernst Plateis studierte in Rom als Alumne des Collegium Germanicum Theologie und erwarb den akademischen Grad eines Dr. iur. utr. Nach dem Studium wurde er Kanoniker der Domkapitel von Olmütz, Prag und Breslau sowie von Vyšehrad. Weitere Pfründen erlangte er als Archidiakon von Brünn und Propst des Olmützer Domkapitels.
Als eifriger Befürworter der Gegenreformation diente er 1622–1636 dem Olmützer Fürstbischof Franz Xaver von Dietrichstein als Generalvikar. 1624 war er zudem Berichterstatter der von Dietrichstein eingesetzten Reformationskommission. 1628 beteiligte er sich an der Abfassung der mährischen „Verneuerten Landesordnung“ und gehörte 1629 als ständiges Mitglied der Prager Kapitelsversammlung an.
Kaiser Ferdinand II. ernannte Johann Ernst Plateis zum kaiserlichen Hofrat sowie zum Rat der Erzherzöge Leopold und Karl. Der Papst verlieh ihm den Titel eines Päpstlichen Hausprälaten.

### Bischof von Olmütz
Nach dem Tod des Bischofs Franz Seraph von Dietrichstein wählte das Olmützer Domkapitel am 12. November 1636 Johann Ernst Plateis von Plattenstein zu dessen Nachfolger. Er starb jedoch noch vor Eintreffen der Päpstlichen Bestätigung. Sein Vermögen bestimmte er dem Olmützer Augustinerkloster. In dessen Klosterkirche wurde er bestattet.